# Chrám Zesnutí přesvaté Bohorodice (Žižkov)
Chrám Zesnutí přesvaté Bohorodice (rusky Храм Успения Пресвятой Богородицы), zvaný též pravoslavný, ruský kostel, či Uspenskij chrám apod., je pravoslavný parafiální chrám, nachází se v pravoslavné části Olšanských hřbitovů v Praze 3-Žižkově. 
Součástí kostela je také krypta – kaple svaté Sofie, kde jsou pochováni zakladatelé chrámu. Chrám stojí na pravoslavném pozemku a v jeho nejbližším okolí je hřbitov pro pravoslavné.

## Historie

### Přípravy na výstavbu

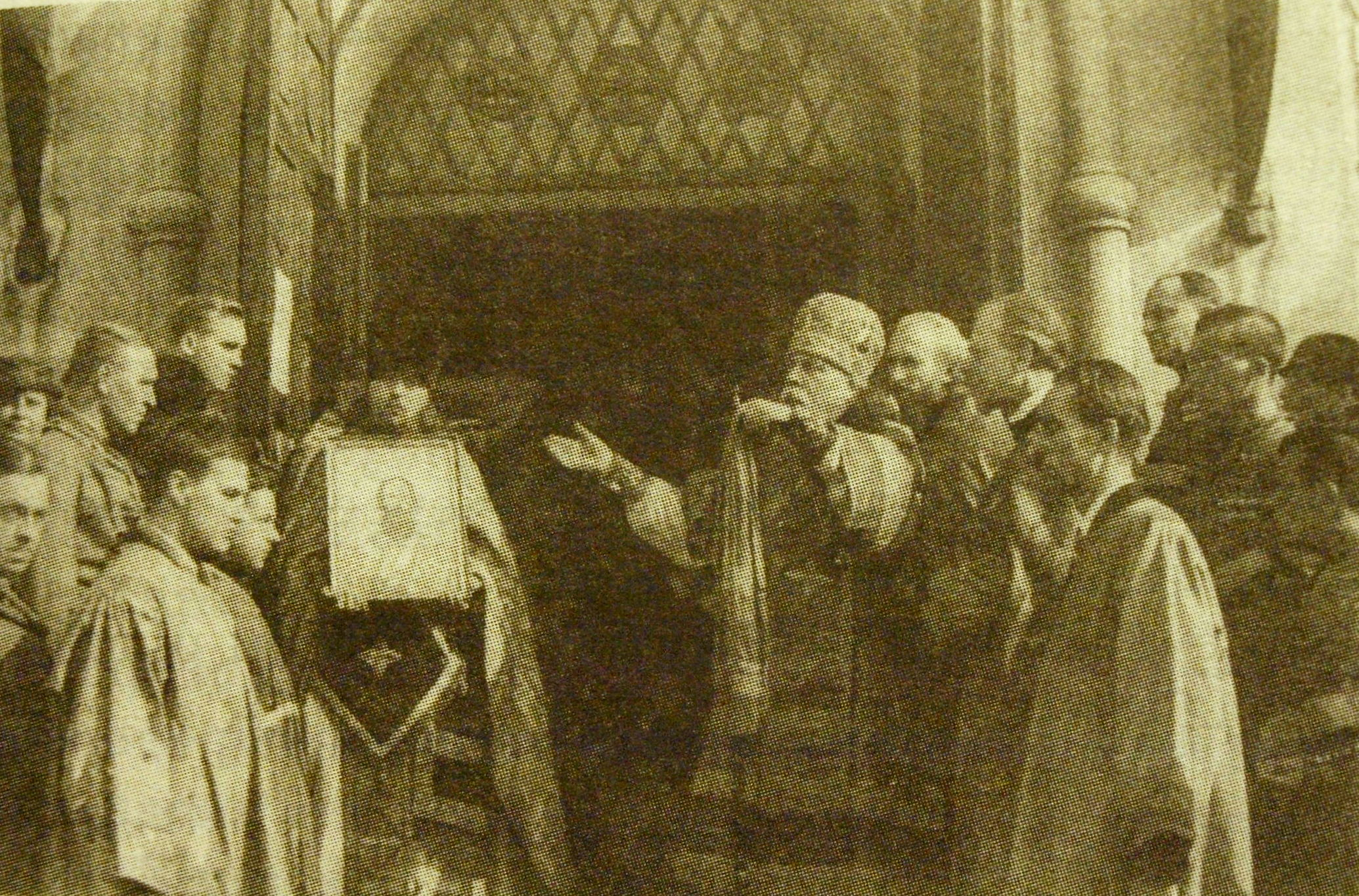
Svěcení ikony a pamětní desky v Uspěnském chrámu v den prvního výročí mučednické smrti jugoslávského krále Alexandra I. Světitel arcibiskup Sergij a jeho pomocník archimandrita Isaakij, 13. října 1935

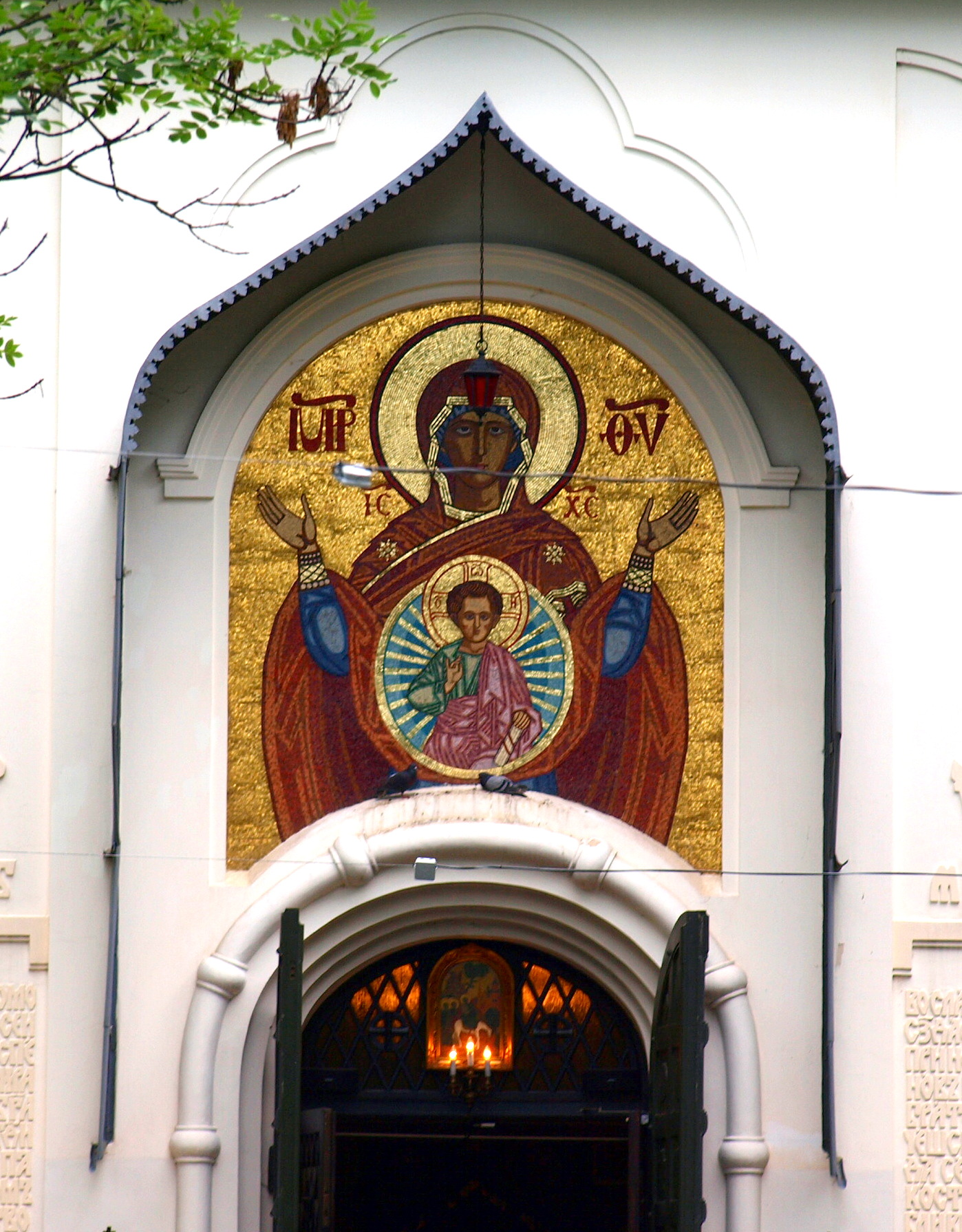
Detail mozaiky

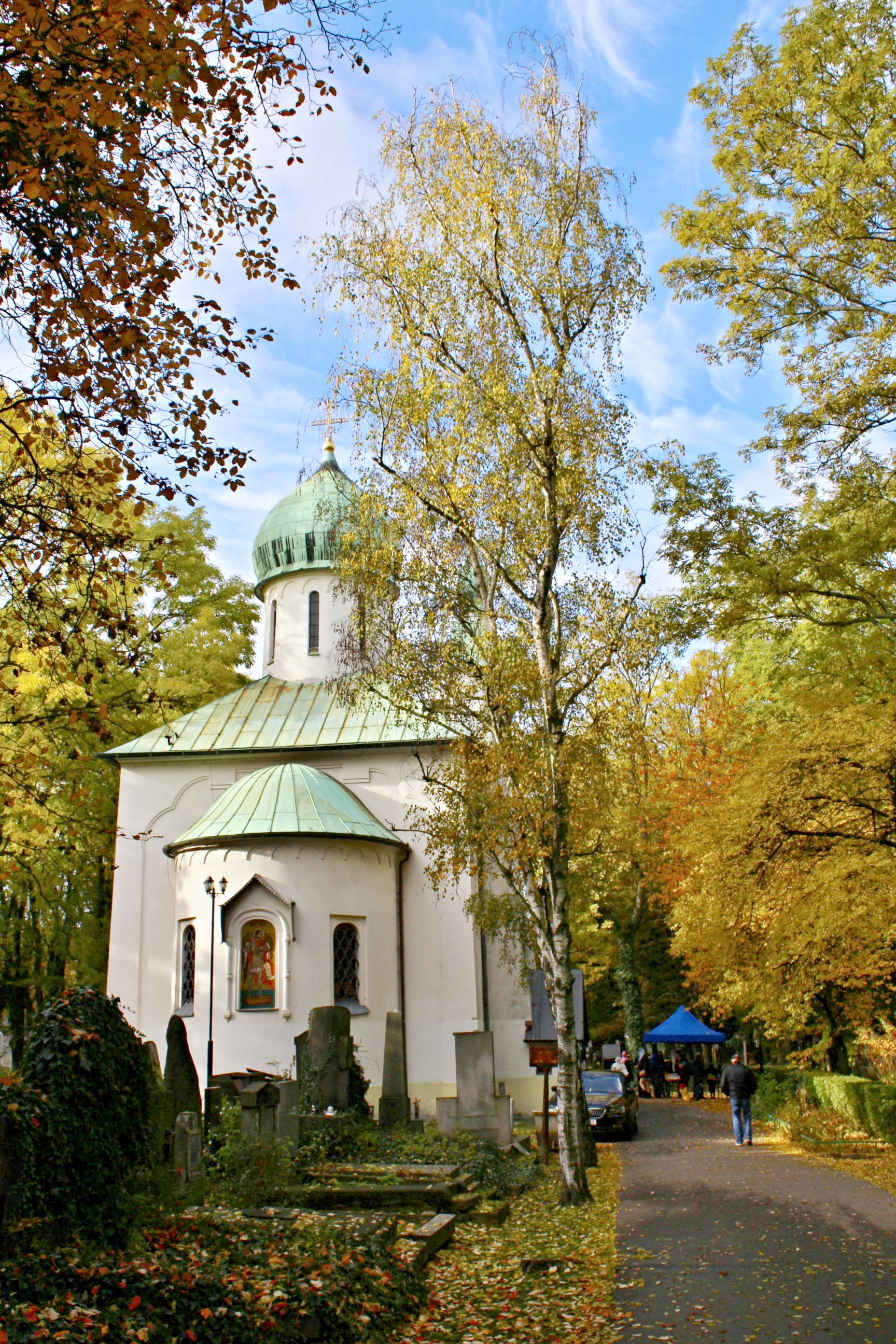
Uspenský chrám

V roce 1905 protojerej pravoslavné parafie sv. Mikuláše v Praze, duchovní otec Nikolaj Nikolajevič Ryžkov získal od městské rady pozemek na Olšanských hřbitovech, jenž měl sloužit pro pohřbívání osob pravoslavného vyznání. O dva roky později byl vytvořen projekt, podle kterého měl být v určeném místě vystavěna pohřební kaple. Otec Ryžkov začal sbírat peníze na její výstavbu, k realizaci však prozatím nedošlo. 
Idea výstavby chrámu se vrátila po roce 1921, kdy prudce vzrostl počet pravoslavných věřících v Praze z důvodu značného přílivu ruských emigrantů po vypuknutí občanské války v Rusku a následnému převzetí moci bolševiky. Emigranti organizovaní v Bratrstvu Zesnutí Matky Boží („Успенское братство“), získali podporu tehdejšího československého předsedy vlády, Karla Kramáře. Kramář a jeho ruská manželka Naděžda Nikolajevna (roz. Chludovová), se na projektu velmi aktivně podíleli. Zorganizovali novou sbírku peněz, při níž byly shromážděny čtyři pětiny potřebné částky na realizaci.

### Financování
Na financování stavby se podílela ruská komunita žijící v tehdejším Československu, osobním darem přispěli také manželé Karel a Naděžda Kramářovi, finanční pomoc přišla též ze Srbska. Nemalý dar poskytl anonymně např. také Antonín Švehla. Na nákup pětice zvonů pro kostel se společně složili pražský pravoslavný biskup Sergij, exarcha pro západní Evropu metropolita Jevlogij (Georgijevskij), ruské společenství v Československu a také jugoslávský král Alexandr I.

### Realizace
Dne 11. září 1924 biskup Sergij posvětil základní kámen kostela. Na stavebních pracích se dobrovolně podíleli Rusové žijící v Praze, pod vedením inženýrů A. Mirkoviče, S. Věličkina a P. Nachodkina. Po dokončení stavebních prací byl chrám 22. listopadu 1925 vysvěcen metropolitou Jevlogijem. Události se účastnili také představitelé hlavního města Prahy, československé vlády, pravoslavné církve a zástupci ruské emigrace. Objekt byl zapsán do parafie chrámu sv. Mikuláše v Praze jako pomocný chrám. 
V roce 1945 byl uzavřen kostel sv. Mikuláše na Starém Městě, který byl dosud využíván ruskou pravoslavnou komunitou, což způsobilo, že se olšanská hřbitovní kaple stala dočasným sídlem celé parafie. 
V letech 1973–1974 byl kostel z iniciativy metropolity Doroteje celkově zrekonstruován.
Město Praha jako majitel vypověděl v roce 2021 farnost české pravoslavné církve z jejího kostela užívaného a obnovovaného církví po dlouhá desetiletí. Ředitel Správy pražských hřbitovů Martin Červený uvedl, že kapli bude církev moci využívat v lépe kontrolovatelném režimu.

## Architektura chrámu
Projekt vypracoval prof. Vladimír Brandt za pomoci studentů architektury N. Paškovského a S. Klodta. Inspiroval se staroruskou architekturou chrámů v Nižním Novgorodě a Pskově. 

### Exteriér
Chrám má půdorys čtverce a vnitřními rozměry 8,20 × 8,20 m. Jeho výška je přibližně 22 metrů. Výzdobu chrámu vytvořili především umělci z řad ruských emigrantů. Návštěvníky na první pohled zaujme mozaika Zvěstování Panny Marie nad vstupními dveřmi vyhotovená podle zázračné ikony „Znamenije Kurskaja Korennaja“. Mozaiku vytvořila Marie Foersterová se svou dílnou v roce 1927.

### Interiér

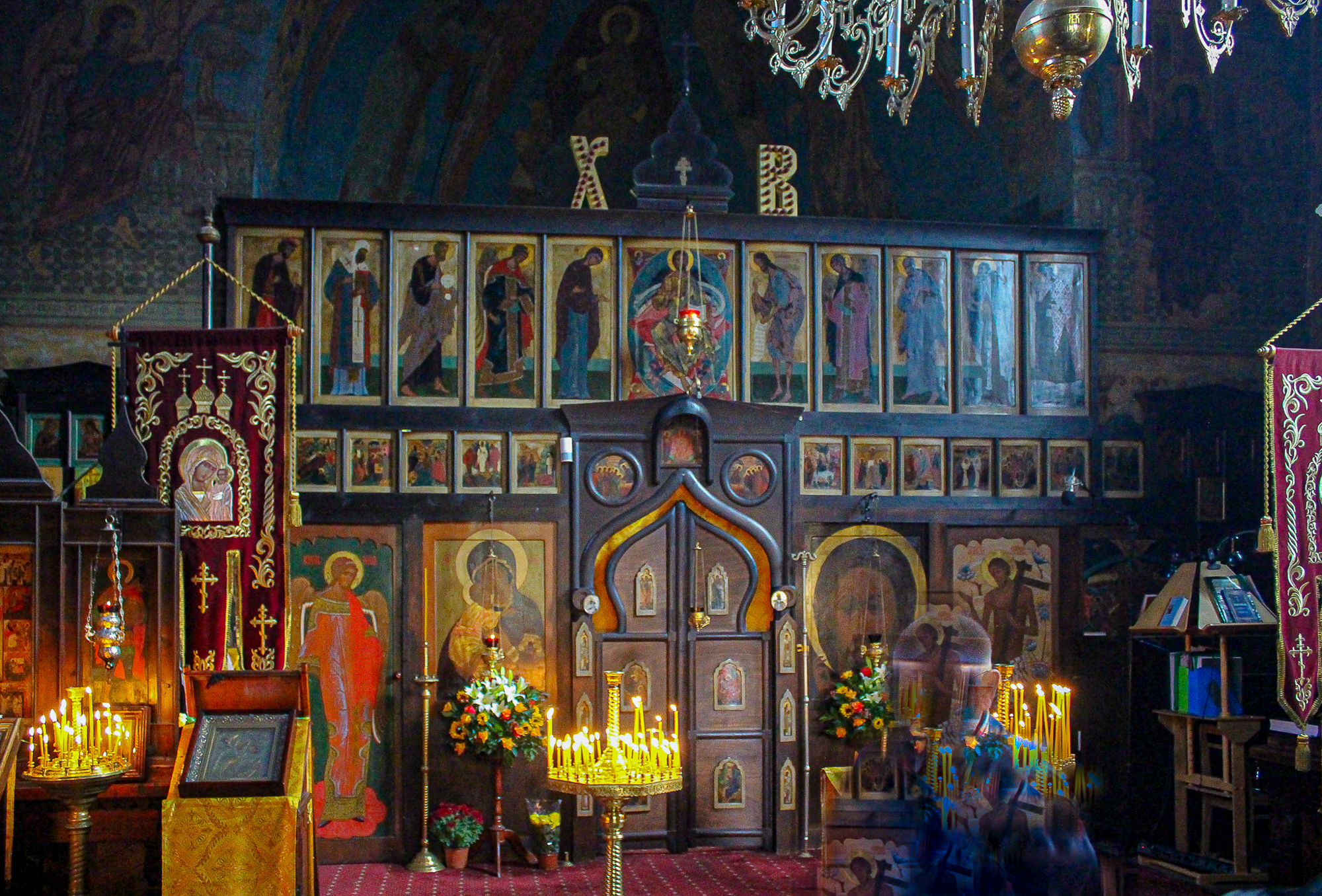
Interiér chrámu - ikonostas

Na výzdobě interiéru a částí mozaik se podílel také ruský výtvarník Ivan Jakovlevič Bilibin. Fresky v interiéru chrámu pocházejí z období druhé světové války. 

### Krypta
V podzemní části chrámu se nachází krypta - kaple zasvěcená svaté Sofii, kde jsou pochováni zakladatelé chrámu a někteří významní činitelé, mezi nimi například Karel Kramář a jeho manželka Naděžda, znalec byzantského a staroruského umění, akademik Nikodim Pavlovič Kondakov, ředitel Donské kadetské školy generál T. A. Semernikov, generálové S. A. Voronin, Nikolaj Nikolajevič Šilling, profesor S. S. Gruzděv, Fjodor Andrejevič Ščerbina a další. Je zde pochován také ing. Nikolaj Nikolajevič Ipaťjev, v jehož jekatěrinburském domě, který mu bolševici zabavili, byl zavražděn ruský car Mikuláš II. s manželkou Alexandrou a dětmi.

## Osobnosti spojené schrámem
V kryptě chrámu je pohřbena Naděžda Nikolajevna Kramářová a od roku 1937 i samotný Karel Kramář, dále pak historik Ivan Ivanovič Lapšin, právník a filosof Pavel Ivanovič Novgorodcev či Pjotr Nikolajevič Savickij. V těsné blízkosti chrámu je také hrob metropolity Doroteje.

## Pamětní deska

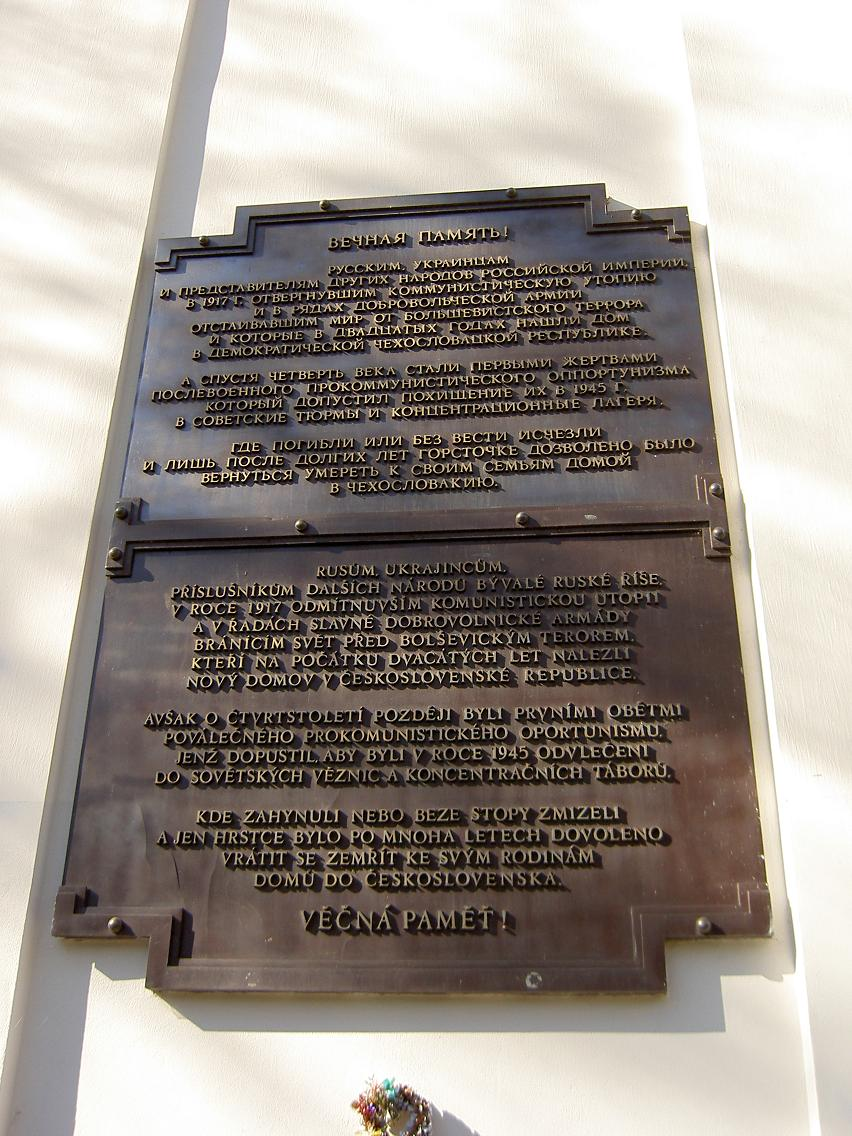
Pamětní deska

Roku 1995 byla na stěnu chrámu umístěna pamětní deska, která uctívá památku ruských, ukrajinských a jiných emigrantů ze SSSR, kteří byli v roce 1945 zavlečeni z Československa do Sovětského svazu.
Text je psán v češtině a v ruštině a zní: 
„Rusům, Ukrajincům a příslušníkům dalších národů bývalé Ruské říše, v roce 1917 odmítnuvších komunistickou utopii a v řadách slavné dobrovolnické armády bránícím svět před bolševickým terorem, kteří na počátku dvacátých let nalezli nový domov v Československé republice, avšak o čtvrt století později byli prvními oběťmi poválečného prokomunistického oportunismu, jenž dopustil, aby byli v roce 1945 odvlečeni do sovětských koncentračních táborů, kde zahynuli nebo beze stopy zmizeli a jen hrstce bylo po mnoha letech dovoleno vrátit se zemřít ke svým rodinám do Československa. VĚČNÁ PAMĚŤ.“